# Liste des dirigeants ayant régné sur le Maroc
Pour un article plus général, voir roi du Maroc.
 (mai 2025).
Si vous disposez d'ouvrages ou d'articles de référence ou si vous connaissez des sites web de qualité traitant du thème abordé ici, merci de compléter l'article en donnant les références utiles à sa vérifiabilité et en les liant à la section « Notes et références ».
En pratique : Quelles sources sont attendues ? Comment ajouter mes sources ?
Cette liste comprend les différents dirigeants ayant régné sur le territoire de l'actuel Maroc après la conquête musulmane du Maghreb.

## Dynasties

### Idrissides (789-985)
- 789-791 : Idris Ier[1]
- 791-828 : Idris II (n'assure réellement la gouvernance idrisside qu'à partir de 803, à l'âge de 11 ans.)
- 828-836 : Mohammed
- 836-848 : Ali Ier
- 848-864 : Yahya ben Mohammed (Yahya Ier)
- 864-866 : Yahya ben Yahya (Yahya II)
- 866-880 : Ali ben Omar (Ali II)
- 880-904 : Yahya ben el-Kassim (Yahya III)
- 904-922 : Yahya ben Idrîs (Yahya IV)
- 922-925 : Occupation fatimide
- 925-927 : El-Hajjam el-Hassan ben Mohammed à Fès (Hassan Ier)
- 927-938 : Occupation fatimide
- 938-949 : El-Kassim Kannoun ben Ibrahim
- 949-954 : Ahmed ben el-Kassim
- 954-974 : El-Hassan ben Kannoun (Hassan II), en exil après 974

### Almoravide (v. 1060-1147)
- 1061-1106 : Youssef ben Tachfine
- 1106-1143 : Ali ben Youssef
- 1143-1145 : Tachfine ben Ali
- 1145-1146 : Ibrahim ben Tachfine
- 1146-1147 : Ishak ben Ali

### Almohade (1145-1248)
Dynastie issue de la tribu Berbères Zénétes des kumis
- 1145–1163 : `Abd el-Moumine (1er calife de la dynastie)[2]
- 1163–1184 : Abou Yacoub Youssef
- 1184–1199 : Abou Youssef Yacoub el-Mansour
- 1199–1213 : Mohammed el-Nasser
- 1213–1223 : Youssef el-Moustanser
- 1223-1223 : Abd el-Wahid el-Makhlou
- 1223–1227 : Abou Mohammed el-Adil
- 1227–1229 : Yahya el-Moutassim (1er prétendant à la succession, fils de Muhammad an-Nâsir et soutenu par les cheikhs de Marrakech)
- 1227–1233 : Abou el-Ala Idris el-Mamoune (2e prétendant à la succession, soutenu par le souverain chrétien Ferdinand III de Castille).
- 1233–1242 : Abou Mohammed Abd el-Wahid el-Rachid
- 1242–1248 : Abou el-Hassan el-Saïd el-Moutadid a

(a) : règne sur le Sud du Maroc seulement

### Mérinides (1244-1465)
- 1244-1258 : Abou Yahya ben Abd el-Hak
- 1258-1286 : Abou Youssef Yacoub ben Abd el-Hak
- 1286-1307 : Abou Yacoub Youssef el-Nasser (ناصر nāṣr, qui a le soutien de Dieu)
- 1307-1308 : Abou Thabet Amir (عامر `āmir, prospère ; florissant)
- 1308-1310 : Abou el-Rabi Slimane
- 1310-1331 : Abou Saïd Othman
- 1331-1348 : Abou el-Hassan ben Othman
- 1348-1358 : Abou Inan Fares
- 1358-1358 : Abou Ziyane el-Saïd Mohammed ben Fares
- 1358-1359 : Abou Yahya Abou Baker ben Fares
- 1359-1361 : Abou Salim Ibrahim
- 1361-1361 : Abou Omar Tachfine
- 1361-1366 : Mohammed ben Yacoub
- 1366-1372 : Abou Fares Abd el-Aziz ben Ali
- 1372-1373 : Muhammad as-Sa`îd
- 1374-1384 : Abou el-Abbas
- 1384-1386 : Moussa ben Fares
- 1386-1387 : Al-Wathiq Muhammad
- 1387-1393 : Abû el-Abbâs (second règne)
- 1393-1396 : Abou Fares Abd el-Aziz ben Ahmed
- 1396-1398 : Abou Amir Abdallah
- 1398-1421 : Abou Saïd Othman ben Ahmed
- 1420-1465 : Abou Mohammed Abd el-Hak

### Dynastie idrisside, branche des Joutey (1465-1472)
- 1465-1472 : Mohammed ibn Ali, naqib (chef) des Chorfas de Fès, proclamé sultan en 1465, ne réussit pas à imposer son pouvoir en dehors de Fès et de sa région

### Wattassides (1472-1554)
Dynastie liée aux Mérinides dont elle est parfois considérée comme une branche
- 1472-1504 : Abou Abd Allah el-Cheikh Mohammed ben Yahya (fondateur de la dynastie)
- 1504-1526 : Abou Abd Allah el-Bourtoukali Mohammed ben Mohammed
- 1526-1526 : Abou el-Hassan Abou Hassoun Alî ben Mohammed
- 1526-1545 : Abou el-Abbas Ahmed ben Mohammed
- 1545-1547 : Nasser el-Din el-Kassari Mohammed ben Ahmed
- 1547-1549 : Abou el-Abbas Ahmed ben Mohammed
- 1554-1554 : Abu al-Hasan Abu Hasun Ali ben Muhammad, règne à Fès seulement, mis en place par les Ottomans en tant que vassal à la suite de la prise de la ville en 1554

### Saadiennes (1549-1659)
- 1549-1557 : Mohammed el-Cheikh
- 1557-1574 : Abdallah el-Ghalib
- 1574-1576 : Mohammed II
- 1576-1578 : Abou Merouane Abd el-Malik
- 1578-1603 : Ahmed el-Mansour el-Dahabi

1603–1628: Guerres de succession (la branche principale est proche de l'Espagne et les dissidents des Ottomans
Souverains saadiens de Marrakech (branche principale)
- 1603-1608 : Abou Faris
- 1608-1627 : Zidane el-Nasser (prétendant au trône depuis 1603)

Souverains saadiens de Fes (branche dissidente)
- 1603-1608 : Mohamed ech Cheikh II el Mamoun
- 1613-1623 : Abdallah II
- 1623-1627 : Abd al-Malik ibn Abdallah

1627–1659: Royaume réunifié
- 1627-1631 : Abu Marwan Abd al-Malik II
- 1631-1636 : El-Oualid
- 1636-1654 : Mohammed III
- 1654-1659 : Ahmad al-Abbas

### Mouvement dilaïte (1659-1663)
- 1659-1663 : Muhammad al-Hajj ad-Dila'i, proclamé sultan à Fès en 1659, renversé en 1663

### Alaouites (1666-présent)
- 1666-1672 : Moulay Rachid
- 1672-1727 : Moulay Ismail
- 1727-1728 : Moulay Ahmed (1er règne)
- 1728 de mars à juillet : Moulay Abdelmalek
- 1728-1729 : Moulay Ahmed (2d règne)
- 1729-1734 : Moulay Abdallah II (1er règne)
- 1734-1736 : Moulay Ali
- 1736 de mai à août : Moulay Abdallah (2d règne)
- 1736-1738 : Mohammed II
- 1738-1740 : Moulay Mostadi (1er règne)
- 1740-1741 : Moulay Abdallah (3e règne)
- 1741 juin à novembre : Moulay Zine El Abidine
- 1741-1742 : Moulay Abdallah (4e règne)
- 1742-1743 : Moulay Mostadil (2d règne)
- 1743-1747 : Moulay Abdallah (5e règne)
- 1747-1748 : Moulay Mostadi (3e règne)
- 1748-1757 : Moulay Abdallah (6e règne)
- 1757-1790 : Mohammed III du Maroc
- 1790-1792 : Moulay Yazid
- 1792-1822 : Moulay Slimane
- 1822-1859 : Moulay Abderrahmane
- 1859-1873 : Mohammed IV
- 1873-1894 : Hassan Ier
- 1894-1908 : Moulay Abdelaziz (Ahmed ben Moussa régent de 1894 à 1900)
- 1908-1912 : Moulay Abdelhafid
- 1912-1927 : Moulay Youssef
- 1927-1961 : Mohammed V
- 1961-1999 : Hassan II
- depuis 1999 : Mohammed VI
  - Prince héritier : Moulay Hassan

## Généalogie alaouite
- Chérif du Maroc
  -  Mohammed Ier du Maroc
  -  Rachid du Maroc
  -  Ismaïl ben Chérif
    -  Ahmed du Maroc
    -  Abdelmalek du Maroc
    -  Ali du Maroc
    -  Mohammed II du Maroc
    -  Zine El Abidine du Maroc
    -  Mostadi du Maroc
    -  Abdallah II du Maroc
      -  Mohammed III du Maroc
        -  Yazid du Maroc
        -  Slimane du Maroc
        -  Hicham du Maroc
          -  Abderrahmane du Maroc
            -  Mohammed IV du Maroc
              -  Hassan Ier du Maroc
                -  Abdelaziz du Maroc
                -  Abdelhafid du Maroc
                -  Youssef du Maroc
                  -  Mohammed V du Maroc
                    -  Hassan II du Maroc
                      -  Mohammed VI du Maroc